# 올해의 작가상
올해의 작가상(Korea Artist Prize)은 SBS문화재단의 사회공헌 주요사업으로 국립현대미술관과 공동운영하는 수상제도이다. 매년 동시대의 미학적, 사회적 이슈들을 다루는 역량있는 시각예술 작가를 대상으로 하여 선정 및 수상하고 있다. 1995년부터 2010년까지 국립현대미술관에서 열린 <올해의 작가 Artist of the Year>의 취지를 이어 작가발굴과 지원에 중점을 두고 기획되었다.

## 운영
1차 심사를 통해 선발된 'SBS 문화재단 후원작가' 네 명(팀)은 각각 4천만원의 전시 지원금을 통해 <올해의 작가상> 전시에 참여하게 된다. 2차 심사에서는 각자의 역량과 잠재력을 펼쳐낸 <올해의 작가상> 전시를 바탕으로 최종 한 명을 '올해의 작가'로 선발한다. 더불어, 참여 작가들의 작품세계를 담은 다큐멘터리, 인터뷰 등을 제작하고 있다.

## 운영위원
<올해의 작가상> 운영을 위해 2년 임기의 운영위원회를 별도 운영하고 있다.  운영위원회가 위촉한 추천단 10명이 1차 심사 대상이 되는 후보 작가들을 추천한 후, 운영위원회가 위촉한 국내외 심사위원 5명이 심사를 통해 'SBS 문화재단 후원작가'와 '올해의 작가'를 선정한다. 그 외 작가 지원과 제도 보완을 지속적으로 검토하는 역할을 맡고있다.
| 구분 | 운영기간  | 운영위원                                               | ㅣ고 |
| ---- | --------- | ------------------------------------------------------ | ---- |
| 1기  | 2011-2013 | 강태희, 김홍희, 박만우, 오광수, 윤명로, 윤석민, 정형민 |      |
| 2기  | 2013-2015 | 김영호, 안규철, 윤범모, 윤석민, 정형민, 이지은, 조광석 |      |
| 3기  | 2015-2017 | 배순훈, 송미숙, 전준호, 바르토메우 마리, 윤석민        |      |
| 4기  | 2018-2020 | 윤범모, 박정훈, 문경원, 안규철, 배순훈                 |      |

## 선정작가
| 구분 | 이름                       | 작품명                                                        | 수상 |
| ---- | -------------------------- | ------------------------------------------------------------- | ---- |
| 2012 | 문경원, 전준호             | <공동의 진술 Voice of Metanoia – 두 개의 시선>                | 수상 |
| 2012 | 김홍석                     | <사람 객관적 - 나쁜 해석>                                     |      |
| 2012 | 임민욱                     | <절반의 가능성>                                               |      |
| 2012 | 이수경                     | <쌍둥이 성좌>                                                 |      |
| 2013 | 공성훈                     | <낚시>, <폭포>, <나무와 비행기 구름> 등                       | 수상 |
| 2013 | 신미경                     |                                                               |      |
| 2013 | 조해준                     |                                                               |      |
| 2013 | 함양아                     |                                                               |      |
| 2014 | 노순택                     | <무능한 풍경의 젊은 뱀 #P-XIV010601> 등                       | 수상 |
| 2014 | 구동희                     |                                                               |      |
| 2014 | 장지아                     |                                                               |      |
| 2014 | 김신일                     |                                                               |      |
| 2015 | 오인환                     | <사각지대 찾기>, <나만의 사적인 공간을 발견하기 위한 지침> 등 | 수상 |
| 2015 | 하태범                     |                                                               |      |
| 2015 | 나현                       |                                                               |      |
| 2015 | 김기라                     |                                                               |      |
| 2016 | 믹스라이스(조지은, 양철모) |                                                               | 수상 |
| 2016 | 김을                       |                                                               |      |
| 2016 | 백승우                     |                                                               |      |
| 2016 | 함경아                     |                                                               |      |
| 2017 | 송상희                     | <다시 살아나거라 아가야>                                      | 수상 |
| 2017 | 박경근                     |                                                               |      |
| 2017 | 써니킴                     |                                                               |      |
| 2017 | 백현진                     |                                                               |      |
| 2018 | 정은영                     | <유예극장>, <보류된 아카이브> 등                              | 수상 |
| 2018 | 옥인콜렉티브               | <회전을 찾아서, 또는 그 반대>, <황금의 집> 등                 |      |
| 2018 | 구민자                     | <전날의 섬, 내일의 섬>                                        |      |
| 2018 | 정재호                     |                                                               |      |
| 2019 | 이주요                     | <Love Your Depot>                                             | 수상 |
| 2019 | 박혜수                     |                                                               |      |
| 2019 | 홍영인                     |                                                               |      |
| 2019 | 김아영                     | <판게아 목소리>, <판게아 요소들> 등                           |      |
| 2020 | 김민애                     | <1.안녕하세요 2.Hello>                                        |      |
| 2020 | 이슬기                     | <동동다리거리>                                                | 수상 |
| 2020 | 정윤석                     | <내일>                                                        |      |
| 2020 | 정희승                     | <침몰하는 배에서 함께 추는 춤>                                |      |
| 2021 | 김상진                     | <비디오 게임 속 램프는 진짜 전기를 소비한다>                  |      |
| 2021 | 오민                       | <헤테로포니>                                                  |      |
| 2021 | 방정아                     | <흐물흐물>                                                    |      |
| 2021 | 최찬숙                     | <큐빗 투 아담>                                                | 수상 |